# 1959-es cannes-i filmfesztivál
A 12. Cannes-i Nemzetközi Filmfesztivál 1959. április 30. és május 15. között került megrendezésre, Marcel Achard francia író elnökletével. A verseny keretében 30 játékfilmet és 27 rövidfilmet mutattak be.
Miközben a világ filmfesztiváljait konkurenciaharc jellemezte, melyben mindenki nagy sztárokat kívánt felvonultatni, hiszen Kim Novak vagy a nagyon hitchcocki Cary Grant óriási tekintélyt adhatott egy rendezvénynek, 1959-ben Cannes egy kicsit szakított ezzel a hagyománnyal és nyitott a francia új hullám felé. Így a legklasszikusabb vonalat képviselő Resnais, Camus, Vadim rendezői sorhoz csatlakozott a Godard, Chabrol, Truffaut alkotta gárda, kissé háttérbe szorítva az olasz filmeket.

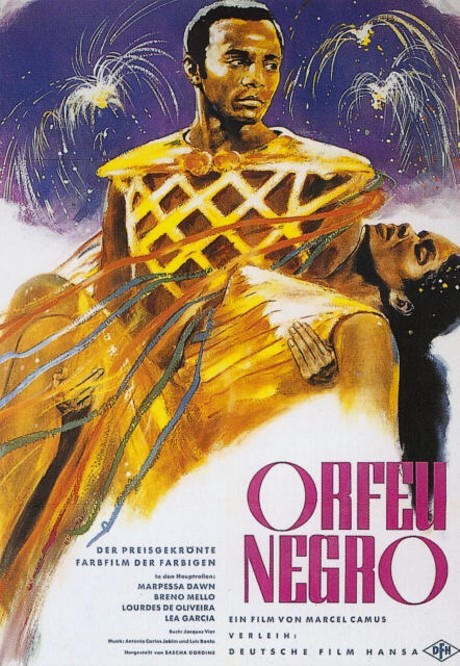

1959. évi cannes-i fesztiválon mindkét vonulat díjazva lett. Az Arany Pálmát az Orfeusz-történet brazil környezetbe átültetett változata (Fekete Orfeusz) kapta; nemzetközi díjat vehetett át Luis Buñuel. Az előző évben a fesztiválról kritikusi minőségében kitiltott François Truffaut-t kárpótolták: a zsűri a legjobb rendezés díját ítélte oda a Négyszáz csapásért (ráadásul ő volt Jean-Luc Godard Kifulladásig című filmjének forgatókönyvírója – egyesek szerint részben rendezője – is). Orson Welles kollégáival osztozott a legjobb színészi díjon, a legjobb női alakítás díját pedig a későbbi Oscar-díjas Simone Signoret kapta, akit elválaszthatatlan partnere – férje – Yves Montand kísért el. A párnak rendkívül örültek a fotósok és a tudósítók, hiszen híresek, értelmiségiek és művészek voltak – az idő tájt sokak számára ők jelentették Franciaországot. Persze más ünnepelt sztárok is felvonultak a Croisette-en: Françoise Sagan, Juliette Gréco, Jeanne Moreau, André Malraux…
A magyar alkotásokat a nagyjátékfilmek között Fábri Zoltán Édes Anna című filmje képviselte, Törőcsik Marival a főszerepben, a rövidfilmek versenyében pedig Macskássy Gyula rajzfilmje, A telhetetlen méhecske indult.
Kisebb, politikai színezetű botrány is volt: a Godard-Truffaut páros Kifulladásig című, az új hullám iránymutató filmjének számító alkotását a szervezők nem hívták meg a versenybe, s csupán Cannes egy kis mozijában vetítették, mert a hivatalos programba felvett Szerelmem, Hirosima, és az ugyancsak „titokban” vetített Claude Chabrol alkotás – az Unokafivérek – már így is próbára tették az amerikaiak érzékenységét...
Filmvásár
1959-ben úgy érezték a szervezők, eljött az ideje a már hírességeket és filmújdonságokat felvonultató fesztivál mellett egy filmvásár (marché du film) megrendezésének. A kezdeményezés kétségkívül nagy fordulatot jelentett a fesztiválok versengésében, és máig tartó előnyhöz juttatta a cannes-i filmseregszemlét. Megértvén, hogy a hetedik művészeti ág egyben ipar is, és nem elegendő csak a fesztivál keretében bemutatott filmekről folytatni művészeti vitákat, de a filmeket el is kell adni, a szervezők e rendezvény keretében kívánták összehozni a filmgyártás szereplőit a filmforgalmazókkal. Az első alkalommal a régi fesztiválpalotához csatolt vetítősátorban rendezték meg a vásárt, mely az évek folyamán gyorsan kiterjedt a környező filmszínházakra is.

## Zsűri
Elnök: Marcel Achard (író – Franciaország)

### Versenyprogram
- Antoni Bohdziewicz, filmrendező –  Lengyelország
- Carlo Ponti, filmproducer –  Olaszország
- Carlos Cuenca, újságíró –  Spanyolország
- Gene Kelly, színész –  Amerikai Egyesült Államok
- Julien Duvivier, filmrendező –  Franciaország
- Max Favalelli, újságíró –  Franciaország
- Micheline Presle, színésznő –  Franciaország
- Michael Cacoyannis, filmrendező –  Görögország
- Pierre Daninos, író –  Franciaország
- Szergej Vasziljev, filmrendező –  Szovjetunió

### Rövidfilmek
- A. Brousil, köztisztviselő –  Csehszlovákia
- Jean Vivie, a szakszervezet hivatalos képviselője –  Franciaország
- Paula Talaskivi, újságíró –  Finnország
- Philippe Agostini, operatőr –  Franciaország
- Véra Volmane, újságíró –  Franciaország

## Nagyjátékfilmek versenye
- Araya (Araya)[3] – rendező: Margot Benacerraf
- Compulsion'' – rendező: Richard Fleischer
- Die Halbzarte'' – rendező: Rolf Thiele
- Édes Anna'' – rendező: Fábri Zoltán
- Fanfare (Fanfár) – rendező: Bert Haanstra
- Fröken April'' – rendező: Göran Gentele
- Helden'' – rendező: Franz Peter Wirth
- Hiroshima, mon amour (Szerelmem, Hirosima)[2] – rendező: Alain Resnais
- Jakten'' – rendező: Erik Lochen
- Kriegsgericht'' – rendező: Kurt Meisel
- La Cucaracha – rendező: Ismael Rodríguez
- Lajwanti'' – rendező: Narendra Suri
- Les quatre cents coups (Négyszáz csapás) – rendező: François Truffaut
- Luna de miel – rendező: Michael Powell
- Matomeno iliovassilema – rendező: Andreas Labrinos
- Middle of the Night (Middle of the Night) – rendező: Delbert Mann
- Nazarín (Nazarín) – rendező: Luis Buñuel
- Orfeu negro (Fekete Orfeusz) – rendező: Marcel Camus
- Otcsij dom – rendező: Lev Kulidzsanov
- Polycarpo dei tappeti (Az írnok és az írógép) – rendező: Mario Soldati
- Rapsódia Portuguesa – rendező: João Mendes
- Room at the Top (Hely a tetőn) – rendező: Jack Clayton
- Sen noci svatojanske (Sen noci svatojanske) – rendező: Jiří Trnka
- Siraszagui – rendező: Kinugasza Teinoszuke
- Sterne – rendező: Konrad Wolf
- Tang fu yu sheng nu – rendező: Shen Tien
- The Diary of Anne Frank (Anna Frank naplója) – rendező: George Stevens
- Touha – rendező: Vojtech Jasny
- Vlak bez voznog reda – rendező: Veljko Bulajić
- Zafra – rendező: Lucas Demare

## Rövidfilmek versenye
- A telhetetlen méhecske – rendező: Macskássy Gyula
- Deca sa nagranice – rendező: Mladomir 'Purisa' Djordjevic
- Eine Stadt feiert Geburtstag – rendező: Ferdinand Khittl
- España 1.800 – rendező: Jesús Fernández Santos
- Fartsfeber – rendező: Finn Carlsby
- Histoire d’un poisson rouge – rendező: Edmond Séchan
- Hsi yu chi – rendező: Tei Yang
- La corrida interdite – rendező: Denis Colomb de Daumant
- La mer et les jours – rendező: Raymond Vogel, Alain Kaminker
- Le petit pêcheur de la Mer de Chine – rendező: Serge Hanin
- Le seigneur Julius – rendező: Khaled Abdul Wahab
- Ligeud ad luftvejen – rendező: Henning Carlsen
- Motyli zde neziji – rendező: Miro Bernat
- Neobjknovennie vstrtchi – rendező: Archa Ovanesova
- N.Y., N.Y. (New York, New York)[3]  – rendező: Francis Thompson
- Paese d'America – rendező: Gian Luigi Polidoro
- Pêcheurs de Sozopol – rendező: Nyikoláj Borovicskij
- Cinématographier ou la préhistoire du cinéma – rendező: Emile Degelin
- Primera fundación de Buenos Aires – rendező: Fernando Birri
- See Pakistan – rendező: W.J. Moylan
- Sinn im Sinnlosen – rendező: Bernhard von Peithner-Lichtenfels
- Taj Mahal – rendező: Shri Mushir Ahmed
- Ten Men in a Boat – rendező: Sydney Latter
- The Fox Has Four Eyes – rendező: Jamie Uys
- The Living Stones (Regélő kövek) – rendező: John Feeney
- Tussenspel bij Kaarslicht – rendező: Charles Huguenot van der Linden
- Zmiana Warty – rendező: Wlodzimierz Haupe, Halina Bielinska

## Díjak

### Nagyjátékfilmek
- Arany Pálma: Orfeu negro (Fekete Orfeusz)[3] – rendező: Marcel Camus
- A zsűri különdíja: Sterne – rendező: Konrad Wolf
- Nemzetközi díj: Nazarín (Nazarín) – rendező: Luis Buñuel
- Legjobb rendezés díja: Les quatre cents coups (Négyszáz csapás) – rendező: François Truffaut
- Legjobb női alakítás díja: Simone Signoret – Room at the Top (Hely a tetőn)
- Legjobb férfi alakítás díja: Dean Stockwell, Bradford Dillman és Orson Welles – Compulsion
- Legjobb vígjáték díja: Polycarpo dei tappeti (Az írnok és az írógép) – rendező: Mario Soldati
- Külön dicséret: Siraszagui – rendező: Kinugasza Teinoszuke
- Technikai nagydíj:
  - Araya (Araya) – rendező: Margot Benacerraf
  - Luna de miel – rendező: Michael Powell
  - Sen noci svatojanske (Sen noci svatojanske) – rendező: Jiří Trnka
- OCIC-díj: Les quatre cents coups (Négyszáz csapás) – rendező: François Truffaut

### Rövidfilmek
- Arany Pálma (rövidfilm): Motyli zde neziji – rendező: Miro Bernat
- Zsűri különdíja (rövidfilm): Histoire d’un poisson rouge – rendező: Edmond Séchan
- Zsűri díja (rövidfilm):
  - N.Y., N.Y. (New York, New York) – rendező: Francis Thompson
  - Zmiana Warty – rendező: Wlodzimierz Haupe, Halina Bielinska
- Dicséret (rövidfilm): Le petit pêcheur de la Mer de Chine – rendező: Serge Hanin
- Tisztelet kifejezése Raymond Vogel és Alain Kaminker részére La mer et les jours című alkotásukhoz